# ویجایا مهتا
ویجایا مهتا (انگلیسی: Vijaya Mehta؛ زادهٔ ۴ نوامبر ۱۹۳۴) کارگردان فیلم، فیلم‌نامه‌نویس، بازیگر اهل هند است.
وی برنده جوایزی همچون جایزه ملی فیلم بهترین بازیگر نقش مکمل زن شده‌است.

## فیلم‌شناسی
- دوران گناه (۱۹۸۱) - بازیگر
- جشن (۱۹۸۴) - بازیگر
- پویش (۲۰۰۶) - بازیگر